# باريس-نيس 2010
باريس-نايس 2010 هو أحد سباقات طواف العالم للدراجات 2010 أقيم بتاريخ 7–14 مارس، تكون السباق من 7 مراحل وامتدّ لمسافة 1268.5 كم بسرعة 44.364 كم/س، استغرق السباق 28 ساعة 35 دقيقة 35 ثانية. فاز به الإسباني ألبيرتو كونتادور وحلّ ثانيا الإسباني لويس ليون سانشيز بينما حصل على المركز الثالث التشيكي رومان كريوزيجير.

## الترتيب
| م                     | الدرّاج           | البلد    | الزمن                     |
| --------------------- | ---------------- | -------- | ------------------------- |
| الفائز بالترتيب العام | ألبيرتو كونتادور | إسبانيا  | 28 ساعة 35 دقيقة 35 ثانية |
| الثاني                | لويس ليون سانشيز | إسبانيا  |                           |
| الثالث                | رومان كريوزيجير  | التشيك   |                           |
| حسب النقاط            | بيتر ساجان       | سلوفاكيا | -                         |
| أفضل شاب              | رومان كريوزيجير  | التشيك   | -                         |